# Chlorophorus wewalkai
Chlorophorus wewalkai là một loài bọ cánh cứng trong họ Cerambycidae.